# Европско првенство у атлетици на отвореном 1946 — 10.000 метара ходање за мушкарце
Такмичење у дисциплини брзог ходања на 10.000 метара у мушкој конкуренцији  уведено је у програм европских првенстава на 3. Европском првенству 1946. у Ослу на Бистлет стадиону. Такмичење је одржано у петак 23. августа. .

## Земље учеснице
Учествовало је 8 такмичара из 5 земаља.
1. Норвешка (2)
2. Француска  (2)
3. Чехословачка (1)
4. Швајцарска (1)
5. Шведска (2)

## Рекорди
| Рекорди пре почетка Европског првенства 1946. | Рекорди пре почетка Европског првенства 1946. | Рекорди пре почетка Европског првенства 1946. | Рекорди пре почетка Европског првенства 1946. | Рекорди пре почетка Европског првенства 1946. | Рекорди пре почетка Европског првенства 1946. |                                  |
| --------------------------------------------- | --------------------------------------------- | --------------------------------------------- | --------------------------------------------- | --------------------------------------------- | --------------------------------------------- | -------------------------------- |
| Светски рекорд                                | Вацлав Балшан                                 | Чехословачка                                  | 42:31,0                                       | Праг, Чехословачка                            | 24. септембар 1945.                           |                                  |
| Европски рекорд                               | Вацлав Балшан                                 | Чехословачка                                  | 42:31,0                                       | Праг, Чехословачка                            | 24. септембар 1945.                           |                                  |
| Рекорди европских првенстава                  | Дисциплина први пут на програну.              | Дисциплина први пут на програну.              | Дисциплина први пут на програну.              | Дисциплина први пут на програну.              | Дисциплина први пут на програну.              | Дисциплина први пут на програну. |
| Рекорди после Европског првенства 1946.       |                                               |                                               |                                               |                                               |                                               |                                  |
| Рекорди европских првенстава                  | Јохн Микаелсон                                | Шведска                                       | 46:05,2                                       | Осло, Норвешка                                | 23. август 1946.                              |                                  |

## Освајачи медаља
|                        |                      |                      |
| Јохн Микаелсон Шведска | Фриц Шваб Швајцарска | Емил Maggi Француска |

## Резултати

### Финале
| Пласман | Такмичар              | Земља        | Време   | Белешке |
| ------- | --------------------- | ------------ | ------- | ------- |
|         | Јохн Микаелсон        | Шведска      | 46:05,2 | РЕП     |
|         | Фриц Шваб             | Швајцарска   | 47:03,6 |         |
|         | Емил Maggi            | Француска    | 48:10,4 |         |
| 4.      | Луј Шевалије          | Француска    | 49:37,8 |         |
| 5.      | Егил Ромберг Андерсен | Норвешка     | 49:48,0 | ЛР      |
| 6.      | Коре Хамер            | Норвешка     | ДИСК    |         |
| 9.      | Венер Хардмо          | Шведска      | ДИСК    |         |
| 8.      | Вацлав Балшан         | Чехословачка | ДИСК    |         |